# Dorfkirche Heilingen

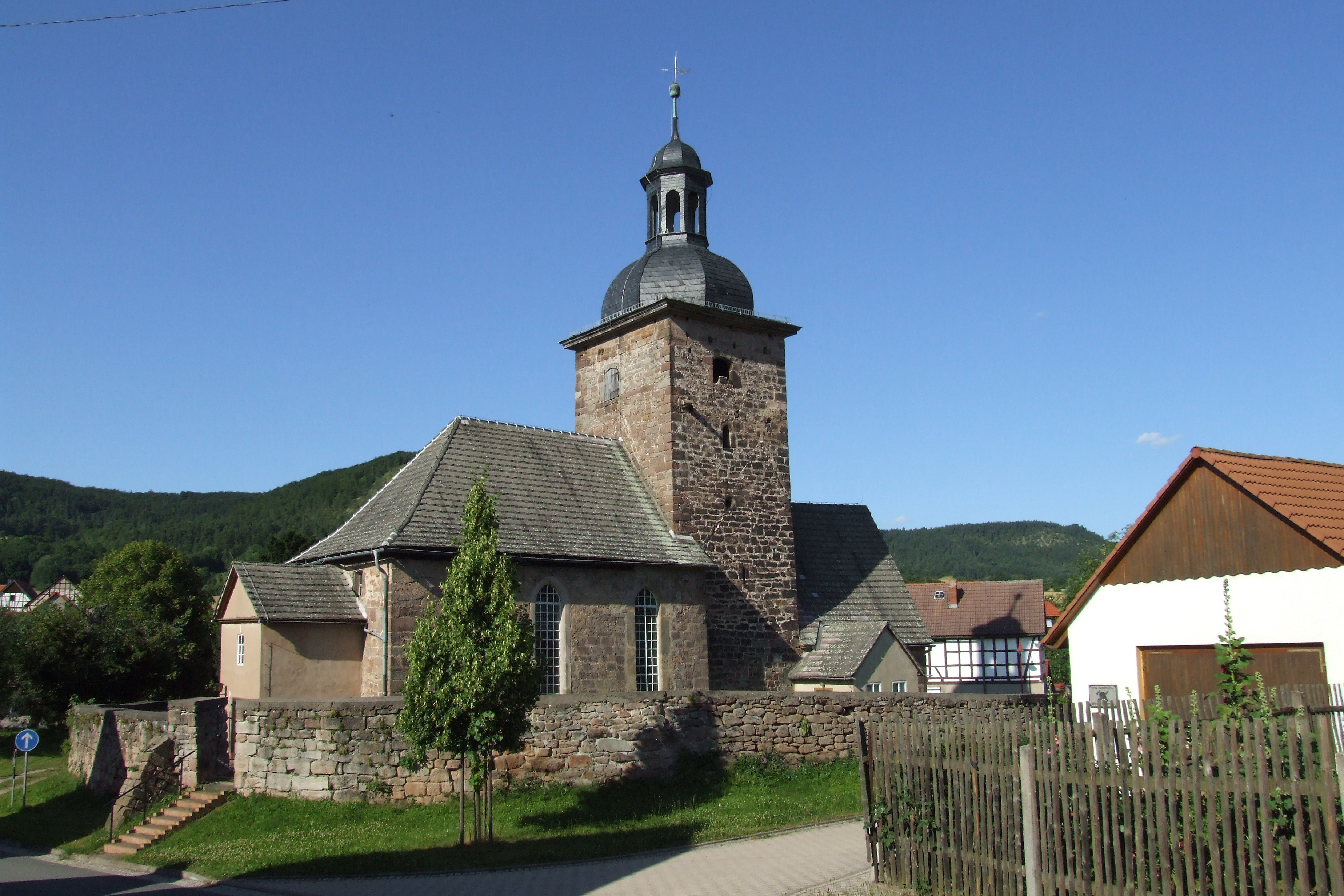
Die Kirche

Die evangelische Dorfkirche Heilingen steht im Ortsteil Heilingen der Gemeinde Uhlstädt-Kirchhasel im Landkreis Saalfeld-Rudolstadt in Thüringen.

## Geschichte
Eine hohe Mauer umrahmt den ehemaligen Friedhof, auf dem die Kirche steht. Eine Mauerscharte im Süden der Mauer deutet auf eine Schutz- und Verteidigungsanlage hin.
Der Gebäudekomplex mit Eingangsvorbau, Kirchenschiff, Kirchturm, Chorhaus und Sakristei ergeben das Bild einer langen Entwicklungszeit.
Die Quader des Kirchenschiffsmauer und ein Rundbogenfenster an der Südwand weisen auf eine Bauzeit im 12. Jahrhundert hin. 1350 erfolgten umfangreiche, nicht festgehaltene Baumaßnahmen.
Von 1450 bis 1530 wurde die Kirche wesentlich verbessert, das Chorhaus aufgestockt, der Zinnenkranz mit Wasserspeiern und das Dach wurden erneuert. Das Bahrenhaus war so hoch wie das Schiff vor dem Umbau 1690. Es bestanden eine Sakristei und eine Gruft. In dieser Zeit bekam das Schiff ein 45 Grad geneigtes Walmdach.
Der Turm wurde im 17. Jahrhundert auf die jetzige Höhe aufgestockt und bekrönt auf einer flachen Pyramide mit einer achteckigen Schweifkuppel, offener Laterne mit kleiner Schweifkuppel angebracht.
Im 18. Jahrhundert ersetzte man die kleinen Fensteröffnungen des 12. Jahrhunderts durch große Fenster auf Sockelmauerwerk. Die Tür in der Westseite ist schmuckloser geworden.
Ein schmalerer Choranbau gegenüber dem Schiff schloss mit einer halbrunden Apsis ab. Vom Rundbogen am Chorquadrat sind reich geschmückte Kämpfer aus der Erstzeit erhalten geblieben. Die Apsis ist nicht mehr vorhanden.
Man nimmt an, dass die unteren Wandabschnitte des Turmes mit einem vermauerten Rundbogenfenster noch aus dem 12. Jahrhundert stammen.
Der Innenraum wurde 1994 sorgfältig renoviert.
Im Glockenstuhl des Turms befinden sich drei Glocken, die 1591 und 1983 gegossen wurden.